# اروند گشنسپ
اروند گشنسپ از نجیب‌زادگان ایرانی بود که از سال ۵۳۵ یا ۵۳۶ میلادی مرزبان ویروزان و اران بود. مقر او در تفلیس قرار داشت.
در بهار ۵۴۲ میلادی اروند گشنسپ به ایران فراخوانده شد و وژان برزمهر به جای او به عنوان مرزبان منصوب شد و ۳ را سال در این سمت سپری کرد. در سال ۵۴۵ اروند گشنسپ مجدداً به سمت پیشین خود بازگشت و تا اواخر دهه ۴۰ بر ویروزان و اران حکومت کرد.
به گفته استفان اچ. راپ، اروند گشنسپ احتمالاً یکی از اعضای دودمان مهرانی‌ها بوده، بنابراین شاید در اصل یک شاهزاده اشکانی باشد، یعنی این که مستقیماً از ایران به ایبری آمده است.